# Aljančič
Aljančič je priimek v Sloveniji, ki ga je po podatkih Statističnega urada Republike Slovenije na dan 1. januarja 2010 uporabljalo 179 oseb in je med vsemi priimki po pogostosti uporabe uvrščen na 2.439. mesto.

## Znani nosilci priimka
- Andrej Aljančič (1813–1894), duhovnik, koroški narodni buditelj
- Ernest Aljančič (1916–2006), hokejist, trener, nogometaš
- Ernest Aljančič (1945–2021), hokejist in športni funkcionar
- Gregor Aljančič, speleobiolog
- Hilarina Ana Aljančič (1902–1996), organistka, glasbena pedagoginja
- Janez Aljančič (1937–2025), arhitekt, športni delavec, atlet, projektant športnih objektov
- Janez (Jani) Aljančič (*1982), nogometaš
- Jani Aljančič (*1947), hokejist in nogometaš
- Jožef Aljančič (1893–1958), frančiškan, prevajalec
- Lambert Aljančič, mestni svetnik v Mariboru
- Magdalena Năpăruş-Aljančič, geografinja
- Marija Aljančič (*1940), biologinja
- Marko Aljančič (1933–2007), speleobiolog, fotograf
- Nancy Aljančič (*1968), podjetnica
- Slobodan Aljančič (1922–1993), srbski matematik, univ. prof. v Beogradu
- Stanislav Marija (Stanko) Aljančič (1892–1959), frančiškan, teolog
- Uroš Aljančič, gospodarstvenik
- Vinko Aljančič, duhovnik